# Кичапова, Юлия Владимировна
Юлия Владимировна Кичапова (род. 6 декабря 1992 года, Нижний Новгород, Россия) — российская шорт-трекистка. Призёр чемпионата России, бронзовый призёр юниорского чемпионата мира. Выступала за СДЮСШОР (Нижний Новгород), ЦСП (Нижний Новгород). Мастер спорта России международного класса (2013).

## Биография
Юлия Кичапова родилась в Нижнем Новгороде, где и начала кататься на коньках. Её мама Маргарита Львовна Кичапова раньше занималась скоростным бегом на коньках и привела дочь в Дворец спорта профсоюзов в секцию шорт-трека в 2002 году. Там 10-летняя девочка стала тренироваться в СДЮШОР под руководством тренера и бывшей шорт-трекистки Татьяны Евгеньевны Нестеровой. В 2005 году юная спортсменка заняла 3-е место в общем зачёте на первенстве России среди девушек младшего возраста, а также победила в составе эстафетной команды.
В 2010 году Юлия попала в состав юниорской сборной страны и дебютировала на чемпионате мира среди юниоров, где заняла 26-е место в многоборье. В марте выиграла первенство России среди юниоров в своей категории на дистанциях 500 и 1000 метров, а также стала второй в забеге на 1500 метров. В сезоне 2010/2011 участвовала на четырёх этапах Кубка мира в Канаде и Китае. В мае 2011 года выполнила норматив и получила звание Мастер спорта России. В конце сезона она получила травму колена, и готовилась к новым стартам лишь в августе, что очень поздно.
На чемпионате России по многоборью в декабре 2011-го заняла только 5-е место. В январе 2012 года на чемпионате Европы в Чехии она заняла 5-е место в эстафете. В феврале участвовала на чемпионате мира среди юниоров в Мельбурне и завоевала бронзовую медаль в составе эстафетной команды, а в многоборье финишировала на 19-м месте. На чемпионате России Кичапова стала серебряным призёром страны в забеге на 500 метров и следом на чемпионате мира в Шанхае в составе команды заняла 7-е место в эстафете. 
В декабре 2013 года Юлия завоевала серебряную медаль в эстафете на зимней Универсиаде в Тренто, а также стала 6-й в забеге на 500 метров. После Универсиады Юлию Кичапову и других призёров студенческих игр принимал президент России Владимир Путин. Глава государства поздравил спортсменов с победами, пожелал им здоровья и успехов в учёбе. С 25 августа по 6 сентября 2013 года в Новогорске прошли отборочные старты в олимпийскую команду. Однако, в итоге в национальную сборную Юлия не попала, ей не хватило совсем немного.
В ноябре 2014 года Юлия заняла 3-е место в забеге на 1500 метров на всероссийских соревнованиях по шорт-треку среди студентов, которые прошли в Смоленске. В феврале 2015 года она стала в многоборье серебряным призёром в финале Кубка России, уступив только омичке Нине Евтеевой, а также выиграла женскую смешанную эстафету. В апреле на чемпионате России на отдельных дистанциях в забеге на 1000 метров она заняла 6-е место. В 2015 году завершила карьеру спортсменки и позже ушла в декрет.

## Личная жизнь
Юлия в детстве увлекалась музыкой, народными танцами, окончила музыкальную школу по классу «Фортепиано». Она выпускница Нижегородского государственного университета им. Н.И. Лобачевского на факультете физкультуры и спорта. В настоящее время работает инструктором по стретчингу, пилатесу, тренером по аэробике и по конькобежному спорту в Нижнем Новгороде. В 2016 году родила сына, а через год он уже стоял нак коньках.